# Snuffelpaal
Een snuffelpaal is een meetstation dat de luchtkwaliteit meet.
Het bestaat uit één of meerdere meetinstrumenten ingebouwd in een paal lijkende behuizing. Snuffelpalen worden vaak geplaatst in de buurt van fabrieken en andere bronnen van luchtvervuiling om te controleren of ze aan de normen voldoen. Het meet de hoeveelheid schadelijke stoffen met behulp van een redoxreactie.